# Daniel Pacho
Daniel Pacho (* 29. März 1974 in Frankfurt am Main) ist ein deutscher römisch-katholischer Geistlicher, Diplomat des Heiligen Stuhls und Kurienbeamter im Staatssekretariat.

## Leben
Daniel Pacho studierte Theologie und Philosophie an der Theologischen Fakultät Fulda und der Albert-Ludwigs-Universität Freiburg. Er empfing am 25. Juni 2000 von Erzbischof Johannes Dyba das Sakrament der Priesterweihe für das Bistum Fulda. Nach einem theologischen Doktoratsstudium wurde er an der Päpstlichen Universität Gregoriana mit der Dissertation Die Begegnung von Glaube und Freiheit. Eine neuzeitliche Spurensuche. bei Elmar Salmann OSB mit „Summa cum laude“ zum Dr. theol. promoviert.
Nach einer Ausbildung an der Päpstlichen Diplomatenakademie trat er zum 1. Juli 2010 in den diplomatischen Dienst des Heiligen Stuhls ein. In den folgenden Jahren war er in den diplomatischen Vertretungen des Heiligen Stuhls in Benin und Tansania eingesetzt. Im Januar 2018 wechselte er in das Staatssekretariat und war in der Sektion für die Beziehungen mit den Staaten tätig, zuletzt im Rang eines Nuntiaturrats.
Am 10. Januar 2023 ernannte ihn Papst Franziskus zum Untersekretär für den Bereich der multilateralen Beziehungen innerhalb der Sektion des Staatssekretariats des Heiligen Stuhls für die Beziehungen mit den Staaten und internationalen Organisationen. In dieser Funktion löste er Francesca Di Giovanni ab.

## Schriften
- Die Be-gegnung von Glaube und Freiheit. Eine neuzeitliche Spurensuche. (Dissertation=Fuldaer Studien Band 15.), Verlag Herder Freiburg, Basel, Wien 2012. ISBN 978-3-451-30551-1.